# 博蒙勒阿朗
博蒙勒阿朗（法語：Beaumont-le-Hareng，法語發音：[bomɔ̃ lə aʁɑ̃]）是法国滨海塞纳省的一个市镇，属于鲁昂区。

## 地理
博蒙勒阿朗（49°40'13"N, 1°13'20"E）面积5.74 平方千米，位于法国诺曼底大区滨海塞纳省，该省份为法国北部沿海省份，其西部及北部濒大西洋英吉利海峡，东起顺时针与索姆省、瓦兹省、厄尔省和卡爾瓦多斯省接壤。
与博蒙勒阿朗接壤的市镇（或旧市镇、城区）包括：科泰夫拉尔、拉克里克、格里尼厄斯维尔、罗赛、圣桑斯。

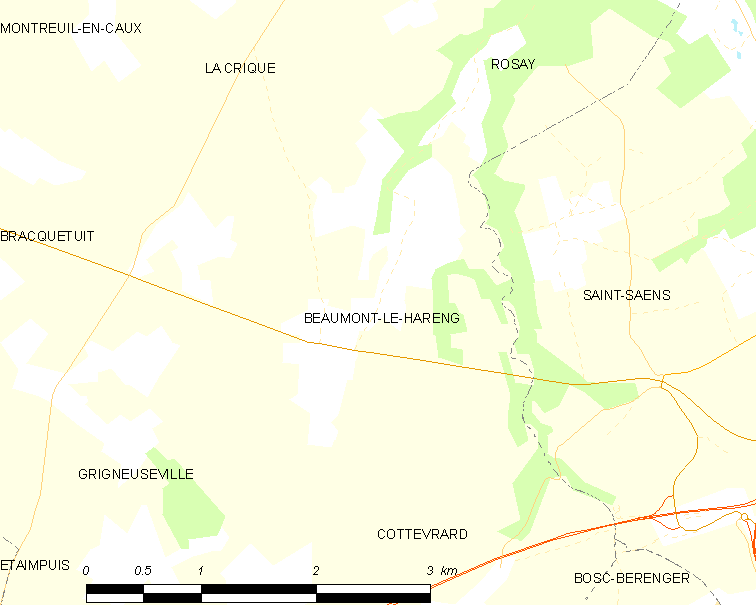
博蒙勒阿朗的OSM定位图

博蒙勒阿朗的时区为UTC+01:00、UTC+02:00（夏令时）。

## 行政
博蒙勒阿朗的邮政编码为76850，INSEE市镇编码为76062。

## 政治
博蒙勒阿朗所属的省级选区为布赖地区讷沙泰勒县。

## 人口

1962-2008年间博蒙勒阿朗人口变化图示

博蒙勒阿朗于2022年1月1日时的人口数量为259人。